# Кэри (Северная Каролина)
Кэри (англ. Cary) — второй по величине город в округе Уэйк (после Роли), штат Северная Каролина, США, и седьмой по величине город этого штата. Вместе с Роли образует метрополию. Город был основан в 1750 году. В 2022 г. в Кэри проживало 180 388 человек
.
Город назван в честь Сэмьюэла Фентона Кэри (англ. Samuel Fenton Cary, 1814—1900), конгрессмена от штата Огайо, известного, в частности, как видный деятель движения в поддержку запрещения алкоголя.
В августе 2006 года журналом Money город Кэри был включён в пятерку лучших городов Америки.
Краеведческий музей города размещается в здании старого отеля.
В Кэри находится головной офис компании SAS Institute.
В городе также расположена штаб-квартира компании Epic Games.

## История
На территории современного Кэри до европейцев жили народы тускарора и катоба. Однако с прибытием европейцев численность этих народов сильно сократилась из-за эпидемии натуральной оспы, к которой у местных жителей не было иммунитета.
В 1750-е годы на территорию Кэри переехал Джон Брэдфорд. По названию его постоялого двора – Брэдфорд Ординари, город получил своё первое название. Однако большая часть земли принадлежала не Бредфорду, а другим людям. После Войны за независимость США поселение оказалось на пути между Роли и Университетом Северной Каролины в Чапел-Хилле. В начале XIX века в поселении была построена мукомольная мельница, в 40-е годы XIX века появилась первая церковь.
В 1854 году через населенный пункт была построена железная дорога Северной Каролины, в 1868 году – железная дорога Чатэм. Также в 1854 году в Брэдфорд Ординари переехал Эллисон Фрэнсис Пейдж, чьё имя связывают с преобразованием поселения в город. За 2000 долларов Пейдж приобрёл 300 акров (121,4 га) земли рядом с железной дорогой, где построил дом, лесопилку и магазин. Также он выделил 10 акров (4 га) земли на железнодорожное депо.
Поселение приобрело несколько неформальных названий, связанных с именем Пейджа. В 1856 году Пейдж открыл почтовое отделение и стал первым смотрителем почтовой станции в поселении. Самому поселению он дал название Кэри, в честь Сэмюэла Фентона Кэри, конгрессмена от штата Огайо, известного деятеля в поддержку запрета на алкоголь.
В Гражданскую войну Кэри вступил 16 апреля 1865 года, когда в городе были расквартированы 5000 военных под руководством конфедерата генерала Уэйда Хэмптона III. На следующий день Роли был сдан союзникам, а в Кэри были расквартированы войска под руководством генерала Фрэнсиса Престона Блэра-младшего. Там же расположилась штаб-квартира союзников. Рабы, жившие в Кэри, получили свободу. Некоторые из них отправились в Роли и присоединились к войскам. Блэр-младший оставался в Кэри до 27 апреля 1865 года, когда капитулировал генерал Джозеф Джонстон.
После Гражданской войны и из-за развития железной дороги население Кэри стало расти. К 1868 году было построено первое городское депо, а также были заложены первые городские улицы. В это время большинство мужчин в Кэри работали на железной дороге, но помимо этого в городе были мебельная и кровельная фабрики, кожевенное производство и обувная фабрика, кирпичный завод и фабрика по производству оконных рам. Также к 1868 году Пейдж построил гостиницу в стиле Наполеона III. известную сегодня как отель Пэйдж-Уокер.
В 1870 году Пейдж совместно с Адольфом и Руфусом Джонсами открыл в Кэри частную школу-пансион. Также в городе появился табачный склад, несколько церквей (методистская, баптистская, христианская для цветного населения), а чуть позже – по две общественные школы для белых и цветных.
Статус города Кэри получил 3 апреля 1871 года, Пейдж стал его первым мэром. Площадь города составляла 1 квадратную милю (2,6 км²). В городе и его окрестностях запрещалась продажа крепких спиртных напитков, а с 1889 года – также вина, спиртных, солодовых напитков, сидра, фруктовых бренди. Сам Пейдж переехал из Кэри в 1880 году, однако запрет на продажу алкоголя действовал в городе вплоть до 1964 года.
В 1879 году в Кэри появилась новая железная дорога, она располагалась к северу от даунтауна и стимулировала дальнейший рост и развитие. В 1896 году частная школа-пансион сменила владельца и статус, а к 1900 году в ней обучались уже 248 воспитанников. В 1907 году, когда был принят закон штата о системе государственных школ, частная школа-пансион приобрела статус государственной, став первой государственной публичной старшей школой во всем штате. В 1913 году администрация штата профинансировала строительство ещё одной публичной школы, которая сегодня известна как Арт-Центр Кэри.
В 1920-е годы появилось скоростное автомобильное сообщение с Роли, также появились дороги с твёрдым покрытием в соседние Дарем и Апекс. У жителей появилась возможность удобно добираться до работы в близлежащих городах, что стимулировало активный рост города – на 64% за десять лет. В 1921 году в Кэри появилось электричество. В это время в городе появляется централизованное управление жилым фондом, добровольная пожарная служба, муниципальный водопровод и канализация. Также в это время открывается местная масонская ложа. Во время Великой депрессии разорился Банк Кэри и город обанкротился. Ситуация была настолько сложной, что за два года в Кэри сменилось четыре мэра.
В 1930-е годы местные фермеры получают поддержку от Университета Северной Каролины, где открылось исследовательское направление в области сельского хозяйства. Уже к 1944 году Кэри становится известен своими тыквами, которые принимают участие в международных выставках, получают многочисленные награды, а сам город приобретает статус "тыквенной столицы мира".
После Второй Мировой войны в Кэри начинается развитие промышленности. Крупнейшим работодателем (до 200 сотрудников) становится Taylor Biscuit Company (позже известная как Austin Foods). Площадь города значительно расширяется уже в 1949 году. В начале 1950-х все улицы Кэри уже имели твёрдое покрытие, также началось развитие пригородов. Первый супермаркет, Piggy Wiggy, появился в городе в 1950 году, городская публичная библиотека – в 1960, а городская пожарная часть – в 1961.
Рост города продолжился с открытием в 1959 году Парка исследовательского треугольника, который был связан со спальными районами скоростным шоссе. Примерно в это время для управления ростом города был разработан генеральный план развития Кэри, для решения проблемы доступа к школьному образованию строились новые школы. Городской водопровод и канализация были объединены с водопроводной и канализационной системами Роли.
В 1960 году население Кэри насчитывало 3356 человек, но уже к 1970 в городе проживали 7686 человек. Чтобы сохранить характер застройки и атмосферу небольшого города, были разработаны строгие требования к внешнему виду возводимых зданий. В частности, устанавливался минимальный норматив озеленения. Также для пополнения бюджета города за счёт налогов в Кэри стали развивать районы, привлекательные для открытия новых предприятий. Подобные планы развития были весьма успешными.
К 2000 году население Кэри достигло 94 536 человек. В 2008 году городской совет разработал мастер-план по сохранению исторического облика города. Три района Кэри были внесены в государственный реестр исторических мест, также было выделено 10 исторических точек местного значения, где предлагаются налоговые послабления в обмен на сохранение или восстановление исторического облика зданий.

## География
Кэри расположен на предгорной равнине в Северной Каролине, значительная часть города находится в графстве Уэйк, северо-восточные пригороды – в графстве Четем, а небольшая часть на юго-западе – в округе Дарем. По данным переписи 2020 года, площадь города составляет 152 км². На севере и востоке граничит с Роли, на юге – с Апексом и Холли Спрингс, на западе – с территорией возле озера Джордан.
Местность слабохолмистая, в основном с пологими подъемами и протяженными долинами (хотя встречаются и более крутые подъемы). Средняя высота над уровнем моря составляет 151 метр.
Водосборный бассейн Кэри образован тремя крупными ручьями – Крабтри, Свифт и Волнат, которые являются притоками реки Ньюс. Также в городе и рядом с ним расположены несколько озёр. Пригороды Кэри в основном заселены, однако встречаются и лесные участки, и сельскохозяйственные земли.
Климат влажный субтропический, с жарким летом и умеренно холодной зимой, ежегодно выпадает до 8,1 см снега. Рекордные колебания температуры – от –14°C зимой до +38°C летом. В Кэри могут приходить тропические циклоны, однако в силу удалённости от океана они значительно ослабевают. Тем не менее, они могут произвести серьёзные разрушения, как ураган Фрэн в 1996 году.

## Демография
Согласно переписи 2020 года, в Кэри проживал 174 721 человек и насчитывалось 62 789 домохозяйств. Плотность населения в Кэри более чем в два раза превышает среднюю по графству Уэйк и более чем десятикратно – среднюю плотность населения в Северной Каролине.
Согласно оценкам Американского исследования общества, 68,4% населения Кэри в возрасте 25 лет и старше имеют хотя бы диплом бакалавра. В 98,6% домохозяйств есть компьютер, а в 96% – широкополосный доступ в Интернет.
Число жителей Кэри, рожденных за пределами штата Северная Каролина, стало выше числа местных жителей примерно с 1970 по 1980 годы, когда активно развивался Парк исследовательского треугольника. По данным переписи 2020 года 28,97% жителей Кэри родились в Северной Каролине, 77,87% – в США и 22,13% – за рубежом.

## Экономика
По данным переписи 2020 года средний доход из расчета на домохозяйство составлял в Кэри 106 304 доллара США, а среднедушевой доход – 57 341 долларов США. Доля населения, живущего за чертой бедности, составила 4,4%. 5,9% жителей старше 65 лет не имеют медицинской страховки. С 2017 по 2021 годы средняя стоимость собственного дома в Кэри составляла 404 300 долларов США. Доля домовладельцев, проживающих в собственной недвижимости, составила 66,8%. Однако проблема нехватки доступного жилья является достаточно острой для города. За последние 20 лет в Кэри было создано около 10 тысяч рабочих мест с доходом ниже 35 000 долларов США, в то время как цены на недвижимость значительно выросли. Лишь 20% сотрудников городской администрации Кэри, входящей в десятку крупнейших работодателей, могут себе позволить жить в городе. Медианам стоимость аренды составляет 1 392 доллара США в месяц. Если взять средний по стране уровень жизни за 100, то стоимость жизни в Кэри будет составлять 115.

## Города-побратимы
- Ле-Туке-Пари-Плаж, Франция (1992)
- Синьчжу, Тайвань (1993)
- Мит, Ирландия (2001)
- Маркем, Канада (2002)
- Бандырма, Турция (2022)